# أندرياس سالومونسون
أندرياس سفيركر أندرياس سالومونسون (من مواليد 19 ديسمبر 1973) هو لاعب هوكي جليد سويدي محترف سابق لعب لفترة وجيزة في دوري الهوكي الوطني.لعب 71 مباراة في دوري الهوكي الوطني مع فريقي نيوجيرسي ديفلز وواشنطن كابيتالز خلال موسمي 2001-2002 و2002-2003. أما بقية مسيرته الكروية، التي امتدت من عام 1991 إلى عام 2010، فقد أمضى معظمها في الدوري السويدي الممتاز. دوليًا، لعب سالومونسون مع المنتخب السويدي في بطولة العالم عامي 2001 و2004، محققًا الميدالية البرونزية والفضية على التوالي.